# Teorija skupova
Teorija skupova je matematička teorija o skupovima, koji su kolekcije apstraktnih objekata. Obuhvaća svakodnevnu notaciju skupa, kao što je ona uvedena u osnovnoj školi, kao kolekciju objekata, te pripadne koncepte elemenata i članstva takvih kolekcija. U većini modernih matematičkih formalizama teorija skupova predstavlja jezik opisa matematičkih objekata. Zajedno s logikom i predikatnim računom predstavlja jedan od aksiomatskih temelja matematike, dozvoljavajući formalnu konstrukciju matematičkih objekata iz nedefiniranih termina "skupa" i "članstva skupa". Predstavlja punopravnu granu matematike, i aktivno je područje istraživačkog rada.
U naivnoj teoriji skupova, skupovi su uvedeni koristeći tzv. samoevidentni koncept skupova kao kolekcija objekata smatranih cjelinom.
U aksiomatskoj teoriji skupova, koncepti skupa i članstva skupa su definirani indirektno postuliranjem određenih aksioma koji specificiraju njihova svojstva. Shodno ovakvoj koncepciji, skupovi i članstva skupa su fundamentalni koncepti poput točke i crte u euklidskoj geometriji, i nisu sami po sebi definirani.